# Vzhodni Šošoni
Vzhodni Šošoni so Šošoni, ki pretežno živijo v Wyomingu in v severovzhodnem kotu Velike kotline, kjer se srečajo Utah, Idaho in Wyoming in so staroselci Velike kotline. Leta 1805 so med Lewis in Clarkovo ekspedicijo živeli v Skalnem gorovju in sprejeli prerijsko konjsko kulturo, v nasprotju z zahodnimi Šošoni, ki so ohranili kulturo Velike kotline.
Vzhodni Šošoni so se pretežno naselili v Indijanski rezervat Wind River v Wyomingu, potem ko je njihov vodja Washakie leta 1868 podpisal "Pogodbo iz Fort Bridgerja.

## Zgodovina
Vzhodni Šošoni so sprejeli konje veliko prej kot njihovi severni sosedje, Blackfoot (sestavljena iz treh sorodnih skupin: Piegan, Siksika in Kainai). S prednostmi, ki so jih konji zagotavljali v bitki, kot sta hitrost in mobilnost, so se vzhodni Šošoni lahko razširili na sever in kmalu zasedli velik del današnje južne in osrednje Alberte, večino Montane in dele Wyominga ter pogosto napadali Blackfoote. Medtem so se njihovi bližnji bratranci Komanči ločili od njih in se preselili na jug v današnji zahodni Teksas. Ko so zlasti Piegan, dobili dostop do lastnih konj in orožja, pridobljenega od Hudson's Bay Company prek Creejev in Assiniboinejev, se je situacija spremenila. Do leta 1787 David Thompson poroča, da so Blackfooti popolnoma osvojili večino ozemlja Šošonov in pogosto zajeli šošonske ženske in otroke ter jih prisilno asimilirali v družbo Blackfoot, s čimer so še povečali svoje prednosti pred Šošoni. Thompson poroča, da je ozemlje Blackfootov leta 1787 segalo od reke North Saskatchewan na severu do reke Missouri na jugu in od Skalnega gorovja na zahodu do razdalje 300 mi (480 km) na vzhodu.
V zgodnjih 1800-ih so se vzhodni Šošoni in Crowi borili za sporno kotlino Wind River, glavno območje za lov na bizone, kar je doseglo vrhunec v incidentu pri Crow Heart Butte, kjer je  poglavar Washakie izzval in premagal vodilnega crowskega bojevnika za posest doline Wind River. Vzhodni Šošoni so pomembno sodelovali v trgovini z krznom v Skalnem gorovju in trgovini z bizonskimi kožami od 1820-ih do 1840-ih. Zbirna mesta vzdolž gorovja Wind River so bila ustanovljena na območjih, ki so jih Šošoni prej uporabljali za trgovske sejme. Do 1850-ih se je Washakie uveljavil kot vodja med Šošoni, znan po svoji vojni spretnosti in sposobnosti pogajanja z belci. Tekoče je govoril angleško in bil prijatelj ter tast Jima Bridgerja, Washakie je zagovarjal ustanovitev indijanskega rezervata Wind River z pogajanji na pogodbah iz leta 1863 in 1868 v Fort Bridgerju.
Po obdobju rezervata so vzhodni Šošoni so leta 1878 doživeli prihod Severnih Arapahov v indijanski rezervat Wind River. Kasnejša pogajanja so zmanjšala velikost rezervata in povzročila naselitev zemljišč znotraj projekta Wind River Reclamation. Leta 1938 so vzhodni Šošoni dobili tožbo Združene države proti plemenu Šošonov, s čimer so si zagotovili pravice do lesa in mineralnih virov v rezervatu, ki so jim bili dodeljeni v skladu s pogodbami iz Fort Bridgerja. Ta tožba, ki jo je zastopal George Tunison, je določila, da so Šošoni upravičeni do plačila za namestitev Severnih Arapahov v indijanski rezervat Wind River. V sedemdesetih letih prejšnjega stoletja so člani plemena vzhodnih Šošonov odkrili, da so delavci na naftnih poljih v rezervatu kradli nafto, ne da bi plačevali licenčnine, kar je bil škandal, ki je privedel do reform.

## Jezik
Vzhodni Šošoni govorijo narečje šošonščine, srednje numijskega jezika iz uto-azteške jezikovne družine. Govori se v indijanskem rezervatu Wind River.

## Skupine
Skupine Šošonov so bile poimenovane po svojih geografskih domovinah in po svojih primarnih virih hrane.
- Kuccuntikka ali Kuchun-deka (Guchundeka, Kutsindüka, Jedci bizonov), ki živijo na vzhodnih robovih [elike kotline ob zgornji dolini reke Green, reki Big Sandy (Wyoming) in reki Wind (Wyoming) vzhodno do kotline Wind River in kotline Bighorn v zahodnem Wyomingu ter jugozahodno do jezera Bear (Idaho–Utah) in Veliko slano jezero v jugovzhodnem Idahu in severnem Utahu, so imeli od vseh šošonskih band največje črede konj, imenovane tudi ravninski Šošoni, kasneje imenovani Washakie Šošoni ali Wind River Šošoni)

- Haivodika ali Haiwodekanee (Jedci golobov, tako so jih poimenovali njihovi sorodniki Kuccuntikka, ker naj bi se med lovom na bizone obnašali plašno, imenovani tudi Indijanci Blacks Fork. Okoli leta 1825 so se ločili od glavnine Kuccuntikka, da bi živeli bližje belim naseljem in trgovskim postojankam. Večji del leta so živeli ob potokih reke Green v kotlini Bridger v zahodnem Wyomingu in zlasti pri Henrys Fork (reka Snake)v jugovzhodnem Idahu. Služili so kot posredniki med nomadskimi indijanskimi vzhodnimi in severnimi šošonskimi skupinami ter Uti, plemenom  Flathead, Nez Perce in občasno Crow Indijanci in belci na trgovski postaji Fort Bridger. V tej posredni vlogi so bili posredniki, ki so kupovali kože od prerijskih Indijancih in jih prodajali v trdnjavi ter razdeljevali blago belih trgovcev med Ute in Navajo. Znano je celo, da so šli k mormonom pri Great Salt Lake in menjali kože za kmetijske pridelke in tekstil. S koncem trgovine s krznom in lova na bizone so Haivodika izgubili svojo socialno funkcijo in svojo identiteto kot ločena vzhodna šošonska skupina. Odločili so se, da bodo živeli s svojimi mešanimi sorodniki v okoliških belih naseljih ali s svojimi sorodniki Kuccuntikka na rezervatu Wind River)

- Tukkutikka (Tukudeka, Dukundeka, Jedci ovc, Jedci gorskih ovc, ki živijo v Wind River Range v zahodnem Wyomingu, Salmon reka (Idaho), Salmon River Mountains, v Sawtooth Valley obkroženi z Sawtooth Range (Idaho), zgornji Payette reki, v Bitterroot Mountains in Beaverhead Mountains, Idaho in severno proti zgornjemu porečju Beaverhead in zgornji Yellowstone reki v severnem Wyomingu in južni Montani, znani tudi kot Doyahinee' (Mountain People) ali Banaiti Doyanee (Bannock Mountaineers), zaradi velikega števila medsebojnih porok z Bannock plemenom, so se le skupine Tukkutikka, ki živijo v regiji Yellowstone River, naselile z glavnim delom vzhodnih Šošonov na rezervatu Wind River, večina se jih je kot del Lemhi Šošonov] pridružila Severnem Šošonom

- Boho'inee, (Pohoko’ikkatee, Pohogwe, Pohoini, Ljudje žajblja, Ljudje žajbljevih gričev), mešana Šošoni-Bannock skupina, ki živi v jugovzhodnem Idahu na ravnicah okoli reke Snake, v Wind River Rang, Salmon Falls  na reki Snake in je prezimovala v bližini trgovske postaje Fort Hall, vendar je trdila tudi, da je Camas Prairie njihov dom, kasneje imenovana Fort Hall Shoshone ali "Sho-Bans"

## Sodobna plemena in skupnosti
- Northwestern Band of Shoshoni Nation of Utah (Washakie)

- Shoshone Tribe of the Wind River Reservation, Wyoming

- Fort Washakie, Wyoming

- Wind River, Wyoming

- Crowheart, Wyoming